# Bergwiesengewand Haldenlang
Das Bergwiesengewand Haldenlang ist ein vom Landratsamt Tuttlingen am 11. Januar 1944 durch Verordnung ausgewiesenes Landschaftsschutzgebiet auf dem Gebiet der Stadt Tuttlingen.

## Lage
Das Landschaftsschutzgebiet Bergwiesengewand Haldenlang liegt östlich der Stadt und reicht vom Gewann Brand an der Kreisstraße nach Neuhausen ob Eck im Norden bis zum Gewann Haldenlang im Süden. Es gehört zum Naturraum Baaralb und Oberes Donautal und liegt im Naturpark Obere Donau.

## Landschaftscharakter
Es handelt sich um einen schmalen Grünlandbestand, der abgesehen vom Norden von allen Seiten mit Nadelforst umgeben ist. Im Norden setzt sich der Grünlandbestand auf der anderen Seite der Kreisstraße und damit außerhalb des Landschaftsschutzgebiets noch etwas fort. Im Süden ist der Grünlandstreifen zwischen den Waldrändern kaum 30 Meter breit. Die Wiesen sind kleinflächig als FFH-Lebensraumtyp 6510 (Magere Flachland-Mähwiese) erfasst.